# Franziskanerkloster Füssen

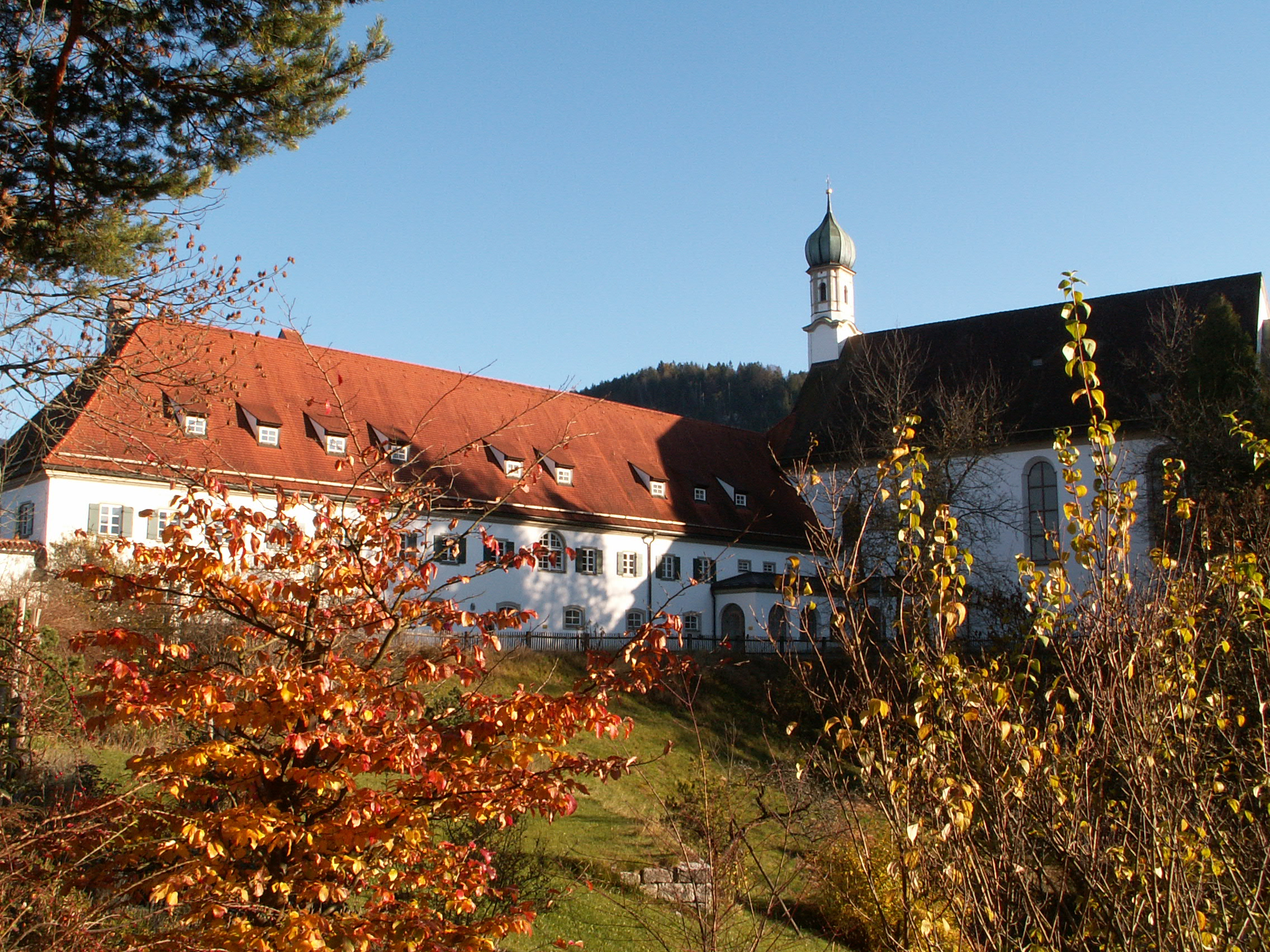
Franziskanerkloster Füssen

Das Franziskanerkloster Füssen ist ein Kloster der Franziskaner-Observanten in Füssen in Bayern in der Diözese Augsburg.

## Geschichte

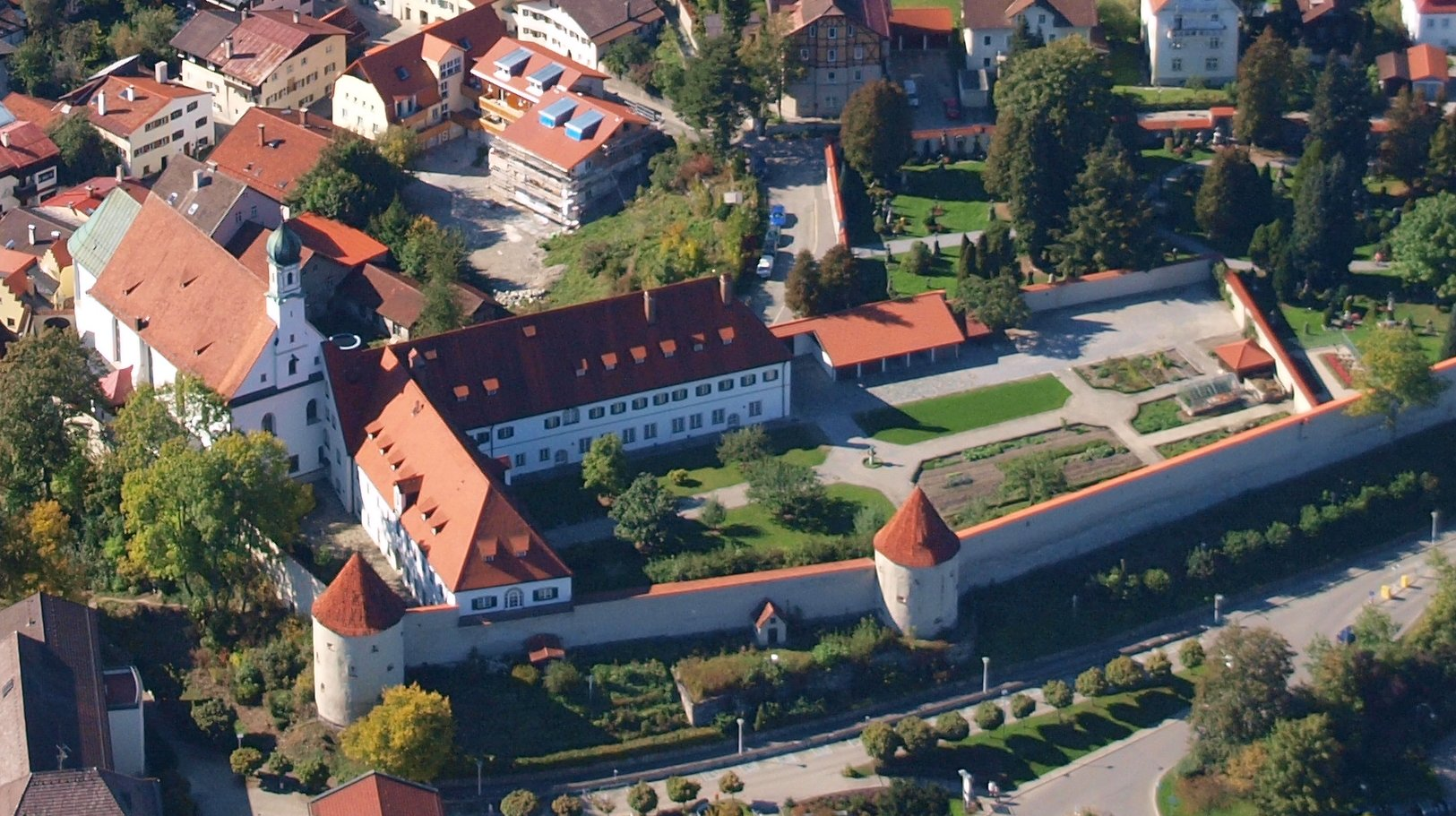
Luftaufnahme von Osten mit Klosterkirche, Klosterflügeln und Klosterhof

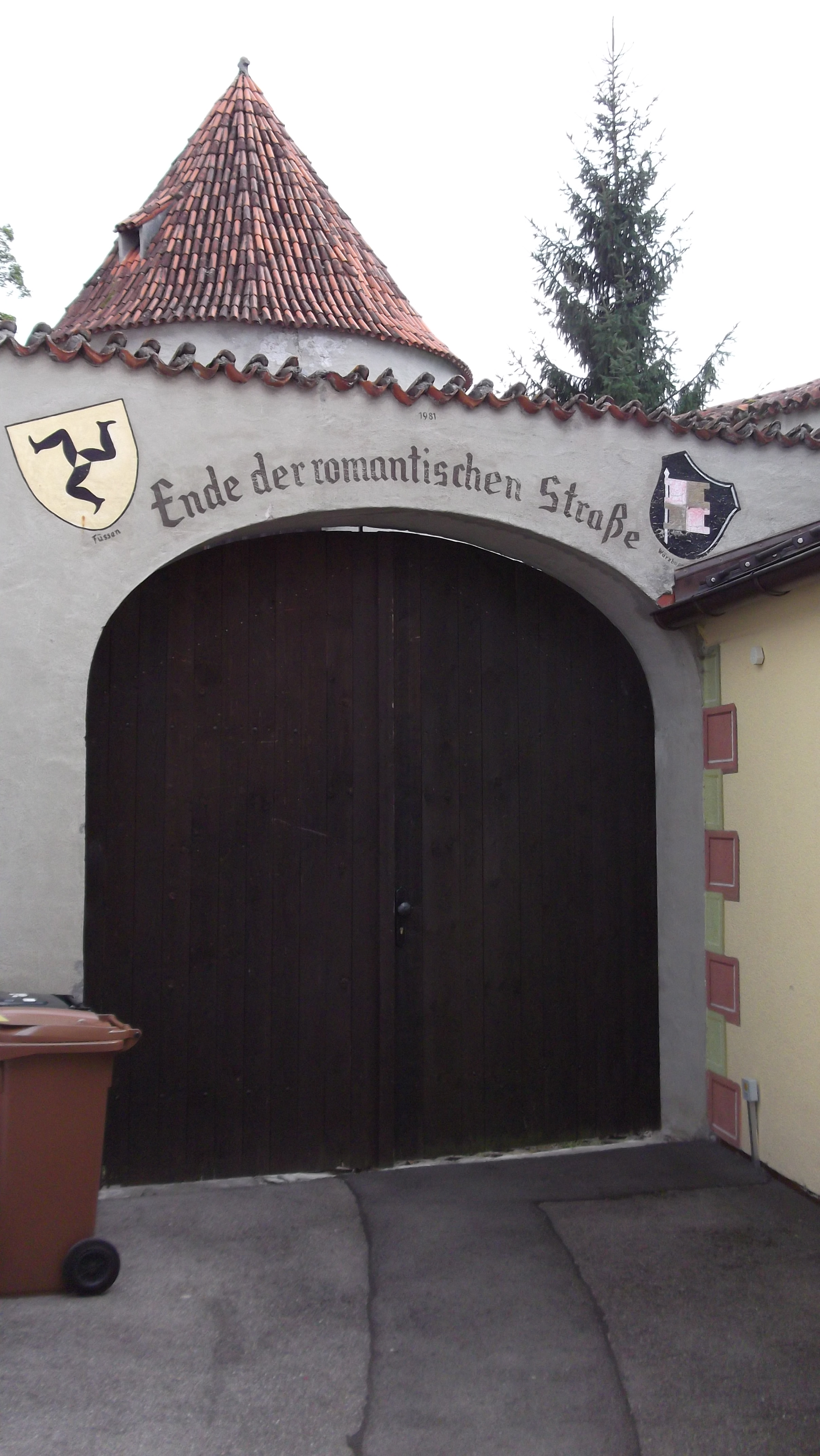
Ende der Romantischen Straße

Das dem heiligen Stephan gewidmete Kloster wurde 1628 durch Heinrich von Knoeringen, Fürstbischof von Augsburg, und Abt Martin von St. Mang gegründet, nachdem die Jesuiten Füssen verlassen und sich in Kaufbeuren angesiedelt hatten. Die ersten Franziskaner kamen aus dem tirolischen Reutte. Sie übernahmen zunächst die Kapelle der Jesuiten an der Stelle der heutigen Krippkirche und dann die Kirche St. Stephan auf einer Anhöhe am östlichen Stadtrand, die bis 1206 die Pfarrkirche von Füssen gewesen war, bevor die Rechte an St. Mang übertragen worden waren. 1629 wurde das Klostergebäude bei St. Stephan gebaut, in den folgenden zwei Jahren die Kirche erheblich umgebaut. Auf Wunsch des Bischofs übernahmen die Franziskaner die Predigt bei der Pfarrmesse in der Klosterkirche St. Mang, was bis 1802 beibehalten wurde. Im Volk waren auch die Franziskanermessen in St. Stephan sehr beliebt, unter anderem, weil sie schon damals den Gesang in deutscher Sprache pflegten.
1632 wurde das gerade neu errichtete Kloster, das zur Tiroler Franziskanerprovinz gehörte, beim Durchzug der Schweden in Mitleidenschaft gezogen. Umfangreiche Renovierungsmaßnahmen waren nötig. 1662 wurden ein Brauhaus und 1695 zusätzlich eine Branntweinbrennerei errichtet. Ab 1712 wurde ein zweiter Flügel an das Klostergebäude angebaut. Die Kirche St. Stephan wurde von 1763 bis 1767 neu erbaut. 1783 ging es an die Oberdeutsche (Straßburger) Franziskanerprovinz über, weil der österreichische Kaiser Joseph II. verlangte, die Verbindungen von österreichischen Ordensprovinzen mit auswärtigen Klöstern aufzulösen.
Durch den Reichsdeputationshauptschluss 1803 ging das Kloster, in dem zu dem Zeitpunkt siebzehn Patres und sieben Laienbrüder lebten, zunächst in den Besitz des Deutschen Ordens über. Dieser übereignete es 1805 im Zuge der Säkularisation dem Staat, der dort ein Aussterbekloster für die Franziskaner einrichtete. Die Aufnahme neuer Mitglieder und das Betteln von Lebensmitteln waren dem Kloster verboten. 1835 erhielt das Kloster von König Ludwig I. von Bayern die Bestandsgarantie, zunächst als Hospiz für vier Patres und einige Laienbrüder, aber diese Begrenzung wurde bald aufgehoben. Es gehörte jetzt zur Bayerischen Franziskanerprovinz (Bavaria). 1913 wurde es wieder zum Konvent erhoben.
1979 übernahm das Bistum Augsburg das Eigentumsrecht der Anlage und renovierte das Kloster und die Kirche. Das Kloster, seit der Fusion der deutschen Provinzen 2010 Teil der Deutschen Franziskanerprovinz (Germania), dient heute als Lebensort für ältere Franziskaner, einige Brüder sind in der Seelsorge der Pfarreiengemeinschaft Füssen sowie in der Kur- und Touristenseelsorge tätig.
Am 6. Januar 2013 kam es im Kloster zu einem Brand, in dessen Folge ein 100-jähriger Franziskaner ums Leben kam; neun weitere Brüder und ein Feuerwehrmann wurden verletzt.

## Baubeschreibung
Die Klosteranlage wird im Osten und Süden durch die Stadtmauer mit Wehrgang und wuchtigen Wehrtürmen begrenzt, die 1502/1503 als östliche Erweiterung der ersten Stadtmauer errichtet wurde. Im Norden und Nordwesten grenzt die Anlage an die Mauer des Alten Friedhofs St. Sebastian. Der kleine Klosterfriedhof ist ein eingezäunter Teil des Alten Friedhofs, der durch einen Durchgang durch die Friedhofsmauer vom Klostergarten aus erreichbar ist.
Das Klostergebäude ist eine Zweiflügelanlage und schließt an die im Südwesten der Klosteranlage liegende Klosterkirche an. Die Flügel haben abgewalmte Satteldächer. Der Westflügel 1629/31 wurde von Jörg Schmuzer, der Südflügel mit ehem. Bräuhaus 1712/14 von Johann Jakob Herkomer erbaut. Im Westflügel ist eine Hauskapelle. Der Klostergarten ist eine barocke Anlage mit Brunnenbecken, an der Innenseite der Stadtmauer mit Fresko aus dem 18. Jahrhundert.
Die Franziskanerkirche St. Stephan ist ein Neubau von 1763 bis 1767 auf dem Ort der frühmittelalterlichen Reichshofkirche St. Stephan. Die äußerlich schlichte Klosterkirche besitzt eine Rokokoausstattung.

## Trivia
Über dem Klostertor steht die Inschrift „Ende der Romantischen Straße“. Der Franziskanerplatz vor dem Kloster bietet einen Ausblick über die Altstadt von Füssen, der Quaglio-Blick genannt wird, da er Domenico Quaglio als Gemäldemotiv diente.